# Древецький Анатолій Анатолійович
Анатолій Анатолійович Древе́цький (нар. 22 жовтня 1949, Полоцьк) — український скульптор, художник, педагог і громадський діяч; член Спілки радянських художників України з 1982 року та Національної спілки краєзнавців України з 2008 року. Член Всеукраїнського товариства «Просвіта» імені Тараса Шевченка, голова громадської організації «Пошук» імені Миколи Глухенького, полковник Українського Козацтва, бунчужний Фастівського козацького куреня Українського Козацтва, отаман сотні імені Семена Палія, член ради громадських організацій міста Фастова. Почесний громадянин Фастова з 19 вересня 1997 року, лауреат літературно-мистецької премії імені Володимира Косовського за 2004 рік.

## Життєпис
Народився 22 жовтня 1949 року в місті Полоцьку Вітебської області (нині Білорусь) в сім'ї військовослужбовців. Батько був льотчиком, мати працювала бухгалтером на військовому аеродромі. У 1954 році переїхав до міста Фастова, де у 1966 році закінчив середню школу № 9.
У 1967—1968 роках працював на заводі «Червоний жовтень». З травня 1968 року по травень 1970 року проходив строкову службу в Радянській армії. У вересні 1970 року повернувся на «Червоний жовтень». Навчався в студії образотворчого мистецтва Григорія Хусіда. 1978 року закінчив скульптурний факультет Київського державного художнього інституту, де був учнем Івана Макогона, Василя Бородая. Протягом 1979—1982 років — скульптор-аспірант творчих майстерень Академії мистецтв СРСР в Українській РСР, де також навчався у Василя Бородая.
По розподілу, протягом 1978—1993 років, працював на творчо-виробничому комбінаті «Художник» в місті Києві на посаді художника-скульптора. У 1992—1995 роках — науковий співробітник Фастівського краєзнавчого музею (публікувався в наукових виданнях, підручниках, мистецьких альбомах, книгах) та водночас викладав у Фастівському природничо-математичному ліцеї. Згодом працював учителем у Фастівській школі народної майстерності; з 2002 року очолював цей заклад освіти.
Живе і працює в місті Фастові. Мешкав в будинку на вулиці Новій, № 4, квартира № 110 та у будинку на вулиці Кірова, № 5А, квартира № 38.

## Творчість
Працює у галузях станкової і монументальної скульптури, станкового живопису і станкової графіки, медальєрного мистецтва. Серед робіт:
монументальні роботи
- пам'ятний знак прикордонникам Рава-Руського загону (1979, Фастів);
- пам'ятник Миколі Бенардосу (1981, Фастів);
- пам'ятник Миколі Бенардосу (1981, Лух, Івановська область, Росія);
- меморіальна дошка Миколі Бенардосу (1981, Фастів);
- погруддя Героя Радянського Союзу Йосипа Чайковського (1982, Фастів);
- меморіальний комплекс «Курган Слави» (1989, Фастів);
- барельєф Кирила Стеценка (1992, Веприк, Київська область);
- пам'ятник загиблим односельцям у німецько-радянській війні (1993, Веприк);
- погруддя Тараса Шевченка (1994, Фастів);
- пам'ятник Герою Радянського Союзу Івану Буцикову (Фастів);
- пам'ятний знак фастівчанам-інтернаціоналістам, загиблим в Афганістані (Фастів);
- пам'ятник Тарасові Шевченку (1999, Фастівець, Київська область);
- погруддя боксера Віталія Качановського (2001).
- меморіальний пам'ятник Володимиру Косовському (2004, Веприк);
- меморіальний пам'ятник поетесі Ользі Косовській-Рошкулець (Веприк);
- пам'ятник, присвячений пам'яті отця Зігмунта Козара «Добрий Пастир» (2012, Фастів);
- пам'ятник козацькому полковнику Семену Палію (2012, Фастів);
- декоративна скульптура «Відомому сантехніку» (2012, Фастів).

Прикордонникам Рава-Руського загону.
Миколі Бенардосу, Фастів.
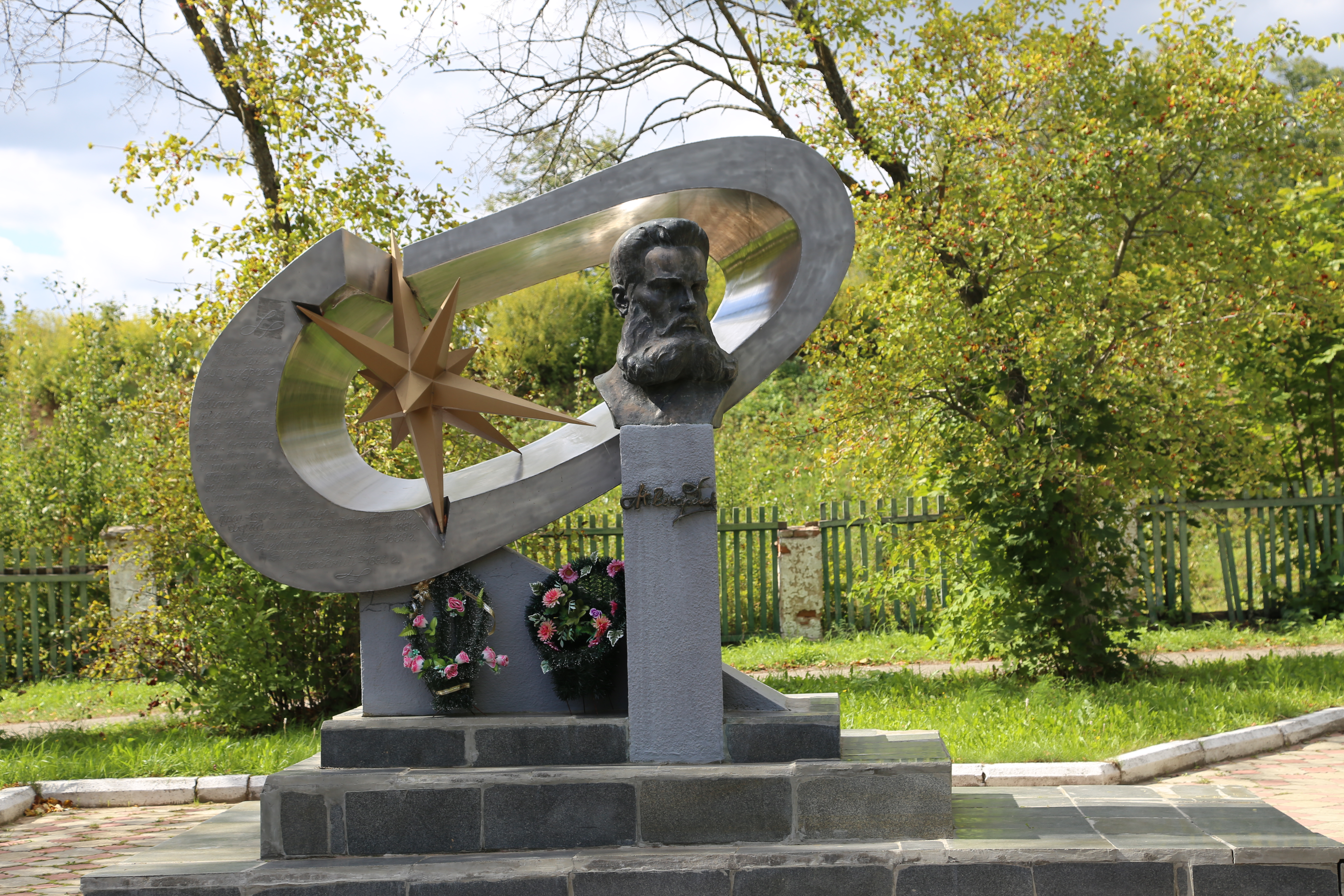
Миколі Бенардосу, Лук.
Погруддя Йосипа Чайковського.
«Курган Слави».
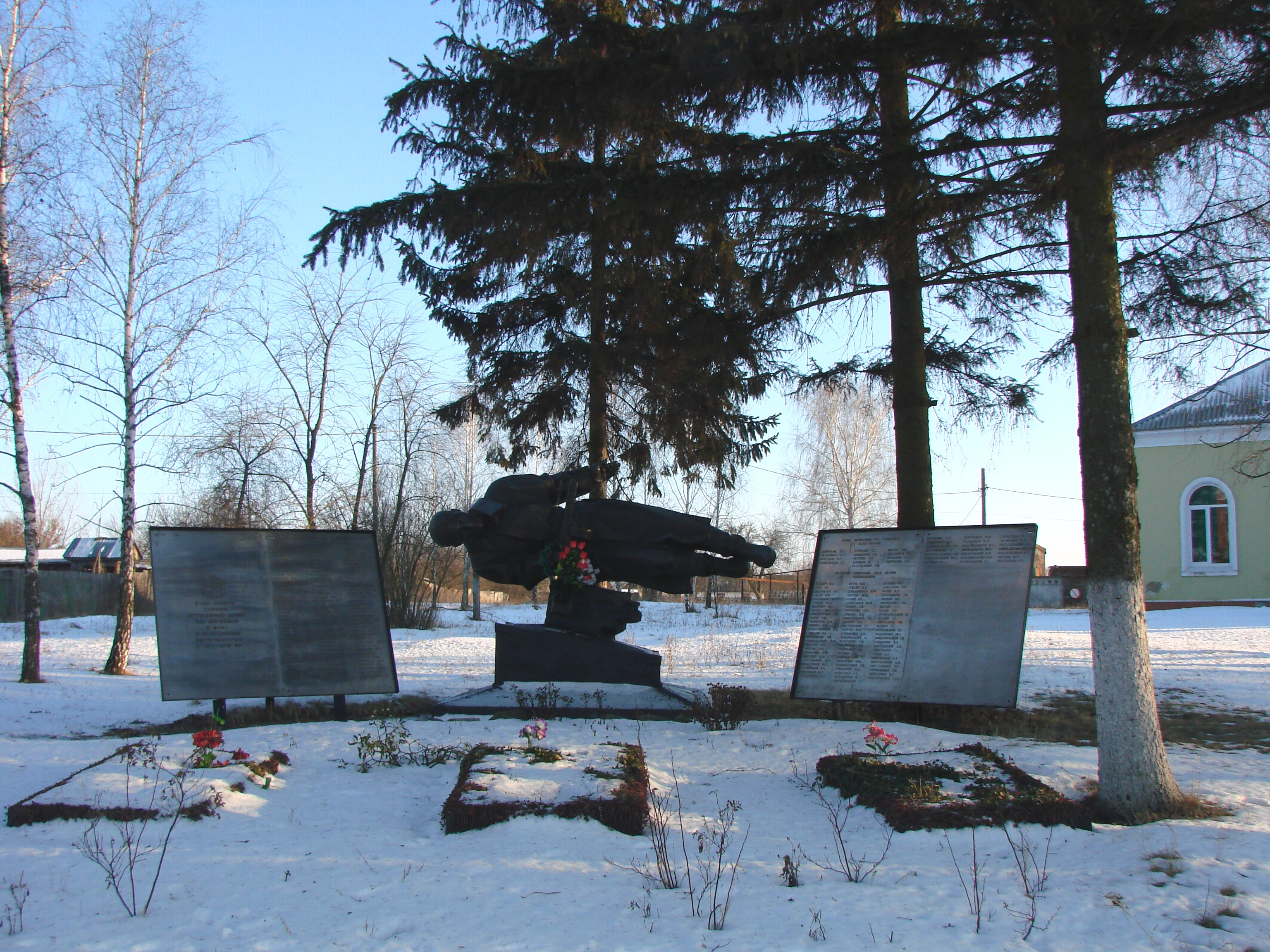
Односельцям, Веприк.
Погруддя Шевченка, Фастів.
Погруддя Шевченка, Фастівець.

станкова скульптура
- «Бористен» (1982, бронза, мармур)[3];
- «Петрусь» (1987);
- «Михайло Ломоносов»;
- «Фастівський та Білоцерківський полковник Семен Палій» (1989);
- «Рідна земля» (1990, мідь, гальванопластика);
- «Пегас» (1997, камінь).

живопис
- «Полковник Семен Палій» (1997, полотно, олія)[3];
- «Володимир Косовський» (1997);
- «Людмила» (1997);
- «Кардинал УГКЦ Любомирський» (2000, полотно, олія)[3];
- «Генерал козацтва Дмитро Сагайдак» (2002);

графіка
- «Оксана» (2000).

Брав участь у республіканських та всесоюзних художніх виставках з 1976 року. . Твори експонувались на багатьох виставках України, в Росії, Латвії, Німеччині, Швеції, Японії. Персональні виставки відбулися у Києві у 1993 році, Фастові у 1998, 2000, 2004, 2009, 2012 роках, Білій Церкві у 2006 році.
Роботи зберігаються у Чернігівському художньому музеї, Фастівському краєзнавчому музеї, Переяславському музеї народної архітектури та побуту, Музеї Івана Гончара в Києві; в приватних колекціях в Словаччині, Сполучених Штатах Америки, Латвії, Білорусі, Росії, Польщі.

## Виноски
1. ↑  За монументальну творчість[1].
2. ↑  За пам'ятник Володимиру Косовському в селі Веприку та вагомі результати на ниві образотворчого мистецтва.